# Rende Calcio 1968
Il Rende Calcio 1968, meglio noto come Rende, è una società calcistica italiana con sede nella città di Rende, in provincia di Cosenza. Milita in Eccellenza Calabria, il quinto livello del campionato italiano.
Fondata nel 1968 (e rifondata nel 2007 in seguito alla cessione del titolo sportivo), conobbe i suoi periodi d'oro negli anni ottanta, negli anni duemila e negli anni duemiladieci, allorché militò stabilmente nei campionati professionistici.
I colori sociali sono il bianco e il rosso. Ha disputato per decenni le gare interne allo stadio Marco Lorenzon, nella stagione 2024-2025 disputa le partite casalinghe allo stadio Dante De Lio di San Fili.

## Storia

### Dalle origini del calcio a Rende fino agli anni settanta

Una delle prime partite del Rende

I pionieri del gioco del calcio nella città di Rende furono società come Emoli, Magdalone e Pisacane. Negli anni sessanta nacque la Costantinopolitana. Proprio da una fusione fra Costantinopolitana e Pisacane, nacque 10 giugno del 1968 la Nuova Sportiva Rende. Il primo allenatore fu Mario Portone, successivamente anche sindaco della città.
Nel 1970 la N.S. Rende muta assetto societario diventando Sesso Rende Football Club. Il primo campionato al quale il sodalizio prende parte è la Terza Categoria 1970-1971, vinta senza patemi. Verranno conquistati anche i successivi tornei di Seconda Categoria (1971-1972) e Prima Categoria (1972-1973), approdando dunque nel campionato di Promozione, allora massimo livello regionale. Nella stagione 1974-1975 il Rende concluse al secondo posto, perdendo lo spareggio promozione con la Paolana per 4-1 - giocato allo stadio Granillo di Reggio Calabria - davanti a 4 000, divisi equamente nel sostegno alle due squadre. La prima storica promozione in Serie D verrà conquistata vincendo il torneo successivo.
Il primo campionato di quarta serie è anonimo, concluso con un dodicesimo posto in classifica a soli quattro punti dall'ultimo posto della zona retrocessione, occupato dalla Gioiese. Il torneo 1977-1978 è decisamente migliore: terminato al terzo posto, complice un ripescaggio in virtù della riforma dei campionati, i calabresi ottengono il diritto di partecipare al loro primo campionato nazionale, la Serie C2. Il campionato verrà vinto al primo tentativo, sconfiggendo la concorrenza di Siracusa (che accompagnerà il Rende in terza serie), Alcamo e Vigor Lamezia. Decisiva la vittoria casalinga all'ultima giornata contro i siciliani del Vittoria, alla quale assistettero 5 000 spettatori.

### Gli anni ottanta e novanta

Il Rende 1980-1981, ottavo classificato in Serie C1

Il Rende, nella prima metà degli anni ottanta, disputa cinque campionati di Serie C1 consecutivi.
Il primo - 1979-1980 - fu preceduto da una campagna acquisti sontuosa per i canoni societari; l'innesto più importante fu quello di Pasquale Fiore, che andò a unirsi a calciatori come Franco Ipsaro Passione, Franco De Brasi, Giorgio Nasuelli e Stefano Donetti. La squadra tuttavia non andò oltre il decimo posto. Nel torneo successivo l'esito fu simile: ottavo posto - a dieci punti dalla promozione in Serie B - nonostante l'approdo in squadra di Gregorio Mauro, ex Catanzaro, che risulterà il miglior piazzamento della storia della società.
Nel 1981-1982 i calabresi riuscirono a mantenere la categoria per soli tre punti in più sul Francavilla poi retrocesso. Della stagione sono degni di nota le partite contro Salernitana e i derby con la Reggina. La sfida contro i campani giocata al Lorenzon terminò 4-0 in favore del Rende di Recchia, nonostante le potenzialità dell'attacco granata guidato dal centravanti Giovanni Zaccaro. Il derby casalingo con la Reggina fu vinto di misura grazie a una rete di Zappalà. In seguito, tuttavia, fu assegnata la vittoria a tavolino per 2-0 ai padroni di casa, a causa di un petardo scagliato dai supporter amaranto che colpì il portiere Nauselli, costretto ad abbandonare il match. Nel campionato successivo il Rende chiuse al nono posto con 31 punti. Durante la stagione fu sconfitto in casa il Barletta per 3-0, grazie a una tripletta del capitano Mauro.

Il Rende 1983-1984

La retrocessione in quarta serie arriva nella stagione 1983-1984 - nonostante importanti innesti in sede di calciomercato (fra i quali Riccardo Petrucci e Paolo Stringara) - accompagnata dall'ultimo posto in classifica e dal record negativo di punti realizzati in una stagione, 21. Assieme al Rende vengono coinvolti nel baratro della retrocessione anche il Siena, sconfitto tra l'altro dai calabresi in Toscana, e dal Foligno. In campionato il Rende, guidato in panchina da Nicola Chiricallo, affronterà anche la blasonata compagine del Bari; al Lorenzon i pugliesi prevalgono per 1-2 in rimonta, grazie alle segnature di Galluzzo e Messina. I biancorossi tenteranno l'immediata risalita in Serie C1 nel campionato 1984-1985. Il quinto posto finale (settimo per classifica avulsa) vanificherà le speranze di promozione. In stagione riusciranno comunque a sconfiggere il Crotone nel derby casalingo per 2-0. Dopo un altro campionato anonimo, arrivò il ritorno fra i dilettanti, nel 1986-1987.
Dopo cinque anni di Campionato Interregionale, il ritorno nei campionati regionali, in Eccellenza, nella stagione 1991-1992. Caratterizzante delle stagioni disputate in Eccellenza fu la vittoria della Coppa Italia Dilettanti Calabria nel 1993-1994. Nel campionato 1996-1997 arriva la promozione nel Campionato Nazionale Dilettanti; la permanenza tuttavia dura solo tre stagioni, fino al ritorno in Eccellenza nel 1999-2000.

### Gli anni duemila
Nella stagione 2001-2002 arriva 6º ma vince la Coppa Italia regionale per la seconda volta nella sua storia.
Nel 2002-2003 viene promosso in Serie D e la stagione seguente, dopo un cammino, concluso a 69 punti, quattro in più della Vigor Lamezia (che poi verrà ripescata) ritorna in serie C2 dopo 17 anni nei dilettanti, grazie all'ultima e decisiva partita contro il Siracusa, conclusasi sul risultato di 2-2, che sancì la promozione in C2 dei Biancorossi.
Il 31 gennaio 2004 il Rende compirà un'impresa battendo per 2-3 il Cosenza nel derby al San Vito, distante appena 2,5 km dal Lorenzon.
Nella stagione 2005-2006 il Rende disputa un ottimo campionato concludendo al 3º posto in classifica, che gli permetterà di disputare i play-off. Nella semifinale all'andata (giocata in Abruzzo) pareggia 1-1 contro la Pro Vasto, mentre nel ritorno vince per 1-0. In finale affronta il Taranto, all'andata in campo neutro allo stadio San Vito di Cosenza pareggerà per 1-1. A festeggiare saranno i tifosi pugliesi, infatti al ritorno il Rende perderà per 1-0 a Taranto in un Erasmo Iacovone gremito.
Nella stagione 2005-2006 il Rende arrivando a disputare i play-off conquistò la prima storica partecipazione alla Coppa Italia. L'avventura nella competizione si concluse al primo turno (20 agosto 2006), trovando di fronte a sé una squadra di Serie A, la Lazio. La gara disputata allo Stadio Flaminio termina 4-0 per la squadra di Delio Rossi che va in rete con Pandev, Rocchi (doppietta) e De Silvestri.
Nella stagione 2006-2007 conclusa con sole 7 vittorie in 34 partite, la squadra biancorossa retrocede in Serie D, dopo l'ultima e decisiva partita di campionato contro la Nocerina (il risultato finale sarà di 3-0 per la squadra campana) che sancisce la retrocessione dei calabresi senza passare per la lotteria dei play-out. Al termine della stagione le vicende societarie portano il titolo sportivo del Rende a Cosenza costringendo perciò il Rende a ripartire dal campionato di Prima Categoria con l'acquisizione del titolo sportivo del Santo Stefano, l'allora seconda squadra della cittadina rendese.
Nell'estate 2007 l'Amministrazione Comunale di Rende contatta i dirigenti del Santo Stefano, squadra di Prima Categoria, convincendola a mutare denominazione sociale in S.S. Rende ed a modificare i colori sociali in biancorosso. La decisione viene incentivata con la concessione di un sostanzioso contributo da parte del Comune. Il campionato 2007-2008 si conclude con la vittoria del campionato di prima categoria, grazie alla vittoria nell'ultima di campionato contro la Castellese per 6-1. Il Rende conclude così il campionato a 77 punti, 3 in più dello Zumpano. Il Rende oltre a vincere il campionato vincerà anche la Coppa Italia Regionale di Prima Categoria vincendo la semifinale 3-0 sul Mongrassano e la finale sempre per 3-0 contro il Natile.

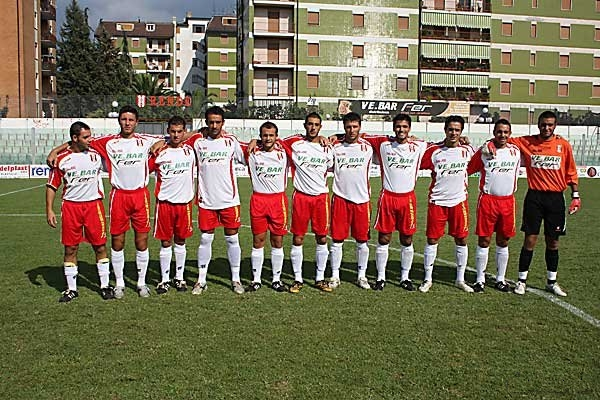
Il Rende 2008-2009, che conquistò la promozione in Eccellenza

Nel campionato 2008-2009 la squadra, al primo posto per tutto il girone d'andata e per buona parte del girone di ritorno, si fa rimontare 12 punti dal Montalto, poi vincitore del torneo, qualificandosi comunque per i play-off. Dopo aver eliminato il Torretta, i rennitani prevalgono in finale sulla Paolana. Tuttavia, per il salto di categoria si dovette attendere l'esito dei play-out di Serie D tra Puteolana e Castrovillari; in caso di retrocessione di quest'ultimo si sarebbe dovuto svolgere uno spareggio con la Gioiese, squadra vincente dei play-off del girone B di Promozione, altrimenti i posti in Eccellenza sarebbero stati sovraffollati. Grazie alla vittoria dei rossoneri, il Rende conquistò l'accesso diretto alla categoria superiore.

### Gli anni duemiladieci

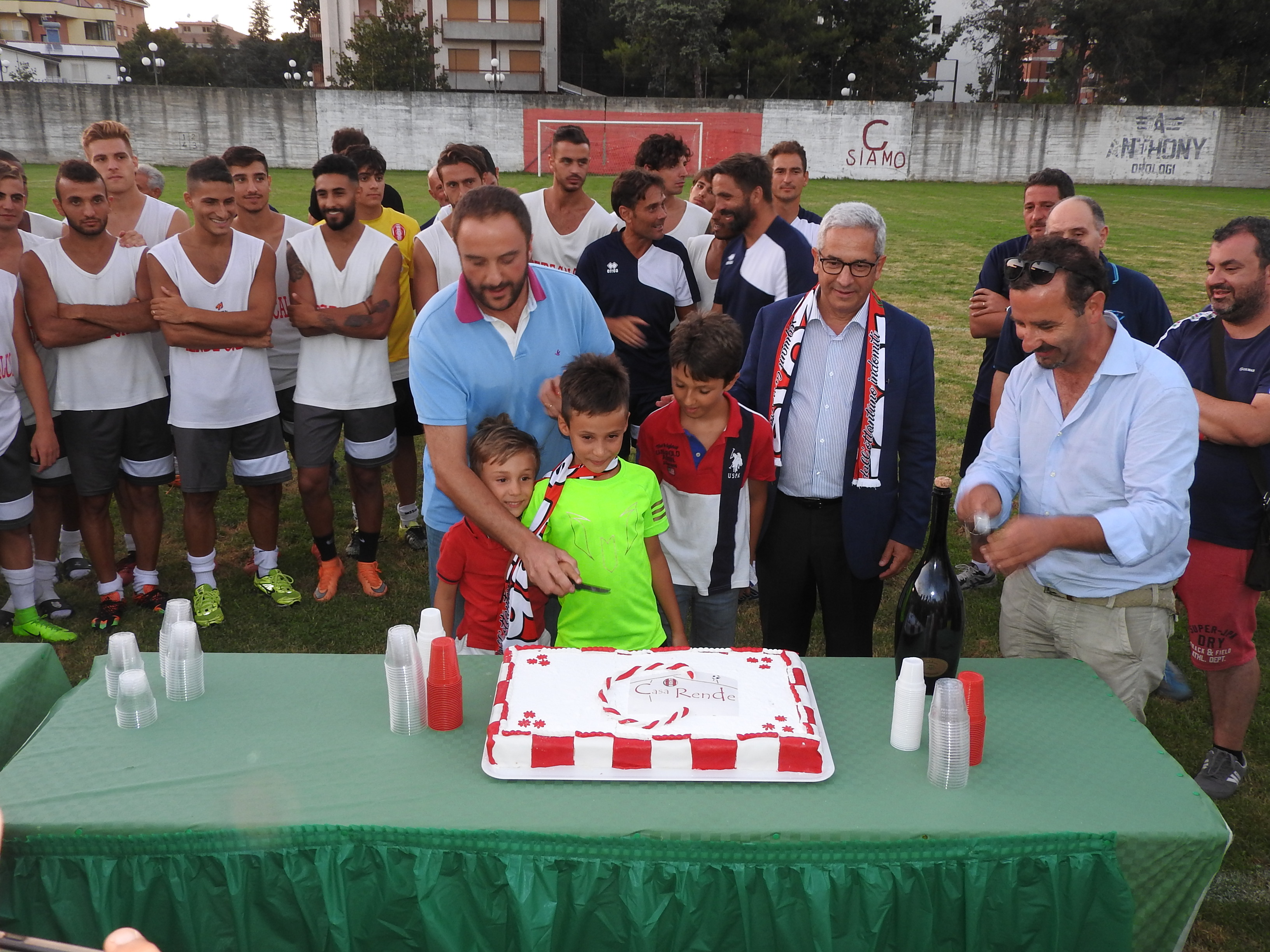
Squadra e società festeggiano il ripescaggio in Serie C 2017-2018 sul manto erboso del Lorenzon

Seguiranno quattro stagioni nel massimo campionato regionale caratterizzate dalla conquista della Coppa Italia regionale nel 2010 e dalla sconfitta ai play-off nel 2012 e nel 2013. Al termine di quest'ultima annata arriverà tuttavia il ripescaggio in Serie D. Alla prima deludente stagione fa seguito un secondo posto che vale la qualificazione ai play-off nazionali, contro il Taranto, già affrontato nel 2006 in occasione dello spareggio valido per la promozione in Serie C1; proprio come allora, saranno gli ionici a prevalere sui calabresi.
Il piazzamento nella stagione 2014-2015 qualifica il Rende al primo turno di Coppa Italia, la seconda della storia della società; l'avversario designato è la SPAL che vince 1-0 estromettendo i rendesi dalla competizione.
Nella stagione 2016-2017 disputa un buon campionato piazzandosi seconda nel suo girone per poi essere ammessa ai play-off. Vince la prima fase eliminatoria in casa contro il Gela e conquista la finale contro la Cavese vinta per 2-1. La partita finale viene giocata alla stadio Lorenzon alla presenza di pochi tifosi metelliani a causa delle rigide disposizione della Prefettura di Cosenza.
Il 28 giugno 2017 in vista del ripescaggio in Serie C cambia la ragione sociale in Rende Calcio 1968, diventando una società a responsabilità limitata. Successivamente, l'11 agosto 2017 viene ufficialmente ripescata in Serie C dopo aver vinto il ricorso al Collegio di Garanzia del CONI a seguito dell'iniziale esclusione per una fideiussione ritenuta non adeguata.

## Colori e simboli

### Colori
Fin dalla sua fondazione i colori sociali sono il bianco e il rosso e riprendono quelli del gonfalone comunale di Rende.

### Simboli ufficiali

#### Stemma
Lo stemma è uno scudo ovale riempito da pali bianchi e rossi, con il nome della società impresso nella parte superiore, mentre nella parte centrale spiccano le tre torri del Castello Normanno, simbolo civico della città di Rende; infine nella parte inferiore è presente l'anno di fondazione ovvero il 1968.

Logo del Rende Calcio in uso fino al 2007
Logo dell'ASD SS Rende in uso dal 2007 al 2016
Lo stemma attuale in uso dal 2017

## Strutture

### Stadio

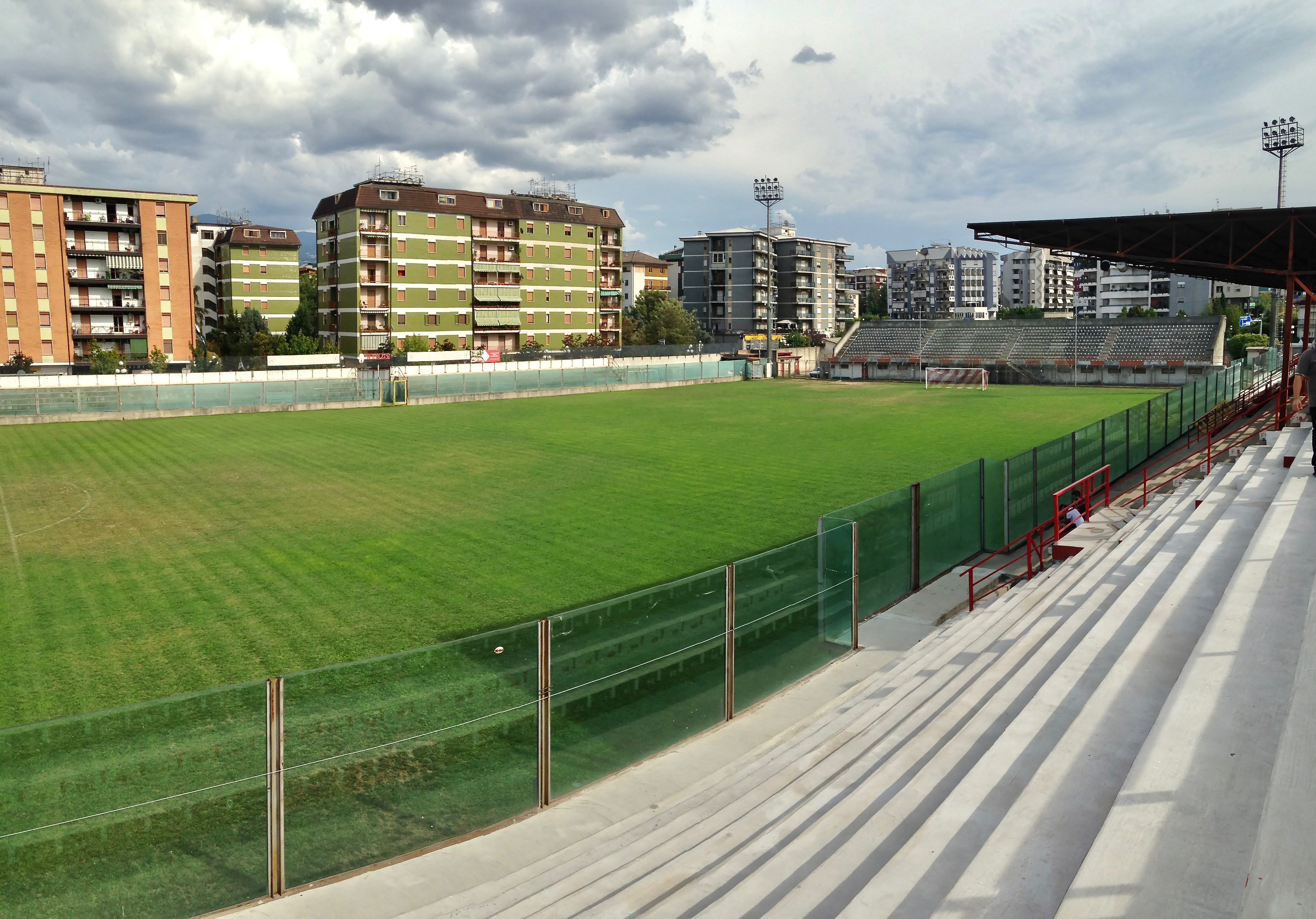
Lo stadio Marco Lorenzon

Fin dalle suo origini, il Rende e le altre formazioni che praticavano il gioco del calcio nella cittadina calabrese, utilizzavano campi da gioco adattati, in particolare quello, oggi non più esistente, situato nei pressi del cimitero. Nel 1971 iniziarono i lavori e fu inaugurato il nuovo campo sportivo, dotato di quattro tribune, di cui una coperta, per un totale di 5 000 posti. Nel 1977 l'impianto è stato intitolato a Marco Lorenzon, calciatore del Rende morto nello stesso anno in un incidente d'auto. Nel 2019 per motivi legati alla viabilità e alle infrastrutture connesse intorno allo stadio rendese la società dopo averlo richiesto al comune di Vibo Valentia disputa le partite di casa allo stadio Luigi Razza.

## Società

### Organigramma societario
Dal sito internet ufficiale della società:
- Lucio Marrello - Presidente
- Lucio Marrello - Direttore generale
- Roberto Pecori - Team Manager
- Pietro Alberti - Responsabile 1ª Squadra
- Lucia Porco - Segretario

### Sponsor
| Cronologia degli sponsor tecnici - fino al 2003 ... - 2003-2004 Royal - 2004-2006 ... - 2006-2007 Onze - 2007-2014 ... - 2014-2015 Zeus Sport - 2015-2016 Onze - 2016-2017 Onze (prima parte della stag.)/Erreà - 2017- Erreà | Cronologia degli sponsor ufficiali - fino al 2003 ... - 2003-2004 Città di Rende - 2004-2006 ... - 2006-2007 Hotel Virginia/Città di Rende - 2007-2014 ... - 2014-2015 non presente - 2015-2016 Flying Angels Foundation - 2016-2020 Calabra Maceri & servizi S.p.A. - 2020- Nessuno |

### Settore giovanile
Il settore giovanile del Rende è attivo fin dalla metà degli anni settanta. Durante la stagione 2007-2008 tuttavia è stata attiva solo la formazione Berretti, poiché la scuola calcio è stata chiusa per via del trasferimento del titolo sportivo a Cosenza.
Nel Torneo "Dante Berretti" del 1982-1983, la formazione rendese dopo un lungo cammino è arrivata a disputare la finale nazionale, persa tuttavia contro i veneti del Montebelluna.
Alla stagione 2016-2017 la società biancorossa dispone di un settore giovanile composto dalla scuola calcio, comprendente Primi Calci e Pulcini, e da formazioni che disputano i campionati Juniores, Allievi, Giovanissimi ed Esordienti.

## Allenatori e presidenti
- 1968-?  Mario Portone
- 1977-1978  Giuseppe Caramanno
- 1978-1980  Emilio Zanotti
- 1980-1981  Ezio Volpi
- 1981-1982  Gianni Bui
 Giorgio Sereni
- 1982-1983  Alberto Spelta
- 1983-1984  Nicola Chiricallo
 Aldo Sensibile
- 1984-1985  Renzo Aldi
 Antonio Vita
- 1985-1986  Vasco Tagliavini
- 1986-1987  Gesualdo Albanese
- 1987-1997 ...
- 1997-1998  Lino De Petrillo
- 1998-1999  Bruno Caneo
- 1999-2000  Bruno Caneo
 Dragutin Ristić
- 2000-2002 ...
- 2002-2004  Franco Giugno
- 2004-2005  Daniele Simeoni
 Franco Dellisanti
- 2005-2006  Fausto Silipo
- 2005-2007  Fausto Silipo
 Francesco Giugno
- 2007-2008  Antonio Aceto
- 2008-2009  Antonio Aceto
 Franco Lio
 Angelo Andreoli
- 2009-2010  Franco Giugno
- 2010-2011  Giancarlo Libero
 Francesco Ortolini
 Giovanni Paschetta[34]
- 2011-2012  Sandro Cipparrone
- 2012-2013  Stefano De Angelis
- 2013-2014  Stefano De Angelis
 Bruno Trocini
- 2014-2018  Bruno Trocini
- 2018-2019  Francesco Modesto
- 2019-2020  Angelo Andreoli (1ª-6ª)
 Raffaele Guardia e  Andrea Tricarico (7ª-21ª)
 Pino Rigoli (22ª-30ª e play-out)
- 2020-2021  Alfonso Caruso (1ª-7ª)
 Tommaso Napoli (8ª-31ª)
 Luigi De Rosa (32ª-34ª)
- 2021-2022  Emilio Cavaliere (1ª-32ª)
 Ivan Franceschini (33ª-38ª e play-out)

- 1968-1982  Gaetano Sesso
- 1982-1984  Fulvio Coscarella
- 1984-1985  Vincenzo Cuomo
- 1985-?  Raffaele Mazzuca
- ?-2004 ...
- 2004-2007  Ippolito Franco Chiappetta
- 2007-2009  Mario Pellicori
- 2009-2010  Carlo Stellato
- 2010-2014  Mario Pellicori
- 2014-

## Palmarès

### Competizioni interregionali
- Serie C2: 1

1978-1979 (girone D)
- Serie D: 1

2003-2004 (girone I)

### Competizioni regionali
- Eccellenza: 2

1996-1997, 2002-2003
- Promozione: 2

1975-1976
- Prima Categoria: 2

1972-1973, 2007-2008 (girone A)
- Seconda Categoria: 1

1971-1972
- Coppa Italia Dilettanti Calabria: 3

1993-1994, 2001-2002, 2009-2010
- Coppa Calabria: 1

2007-2008

### Competizioni provinciali
- Terza Categoria: 1

1970-1971

### Altri piazzamenti
- Serie C2:

Terzo posto: 2005-2006 (girone C)
- Serie D:

Secondo posto: 2014-2015 (girone I), 2016-2017 (girone I)
Terzo posto: 1977-1978 (girone G)
- Eccellenza:

Secondo posto: 2012-2013
Terzo posto: 2001-2002, 2011-2012
- Promozione:

Secondo posto: 1974-1975, 2008-2009 (girone A)
Terzo posto: 1973-1974
- Scudetto Serie D:

Semifinalista: 2003-2004
- Coppa Italia Dilettanti:

Semifinalista: 2009-2010
- Coppa Italia Dilettanti Calabria:

Finalista: 2012-2013

## Statistiche e record

### Partecipazioni ai campionati
| Livello | Categoria                       | Partecipazioni | Debutto   | Ultima stagione | Totale |
| ------- | ------------------------------- | -------------- | --------- | --------------- | ------ |
| 3º      | Serie C1                        | 5              | 1979-1980 | 1983-1984       | 8      |
| 3º      | Serie C                         | 3              | 2017-2018 | 2019-2020       | 8      |
| 4º      | Serie D                         | 7              | 1976-1977 | 2021-2022       | 14     |
| 4º      | Serie C2                        | 7              | 1978-1979 | 2006-2007       | 14     |
| 5º      | Campionato Interregionale       | 5              | 1987-1988 | 1991-1992       | 10     |
| 5º      | Campionato Nazionale Dilettanti | 2              | 1997-1998 | 1998-1999       | 10     |
| 5º      | Serie D                         | 3              | 1999-2000 | 2013-2014       | 10     |

### Partecipazione alle coppe
| Competizione                    | Partecipazioni | Debutto   | Ultima stagione | Totale |
| ------------------------------- | -------------- | --------- | --------------- | ------ |
| Coppa Italia                    | 5              | 2006-2007 | 2019-2020       | 5      |
| Coppa Italia Semiprofessionisti | 3              | 1978-1979 | 1980-1981       | 15     |
| Coppa Italia Serie C            | 12             | 1981-1982 | 2019-2020       | 15     |
| Coppa Italia Serie D            | 7              | 1999-2000 | 2021-2022       | 7      |
| Poule Scudetto                  | 1              | 2003-2004 | 2003-2004       | 1      |
| Coppa Italia Dilettanti         | 2              | 2001-2002 | 2009-2010       | 2      |

### Statistiche individuali
| Record di presenze - 208 Germano Filice (1991-1996, 2008-2009) - 164 Franco De Brasi (1974-1978, 1986-1987) - 132 Roberto Occhiuzzi (2003-2007) - 122 Giorgio Nasuelli (1978-1980, 1981-1982) - 98 Alessandro Riolo (2000-2007) - 92 Lorenzo Intrieri (1986-1990) - 91 Antonio Chiappetta (1985-1990) - 85 Salvatore Melfi (2001-2004) - 83 Ivan Carmelo Moschella (2003-2006) - 82 Massimo Morelli (2004-2007) - 82 Alessio Galantucci (2004-2007) - 77 Riccardo Petrucci (1983-1986) - 63 Stefano Ambrosi (2004-2006) - 58 Giovanni Montano (2002-2004, 2005-2006) - 57 Cristian Luis Criniti (2005-2007) - 51 Demetrio Greco (1995-1998) I dati potrebbero non essere aggiornati e non includere tutti I calciatori dal 2006 in poi. | Record di reti - 122 Franco De Brasi (1974-1978, 1986-1987) - 47 Marcello Provenzano (2007-2012) - 29 Alessio Galantucci (2004-2006, 2007) - 23 Riccardo Petrucci (1983-1986) - 21 Roberto Occhiuzzi (2003-2007) |

## Tifoseria

### Storia

Tifosi del Rende allo stadio Marco Lorenzon negli anni '80

La tifoseria del Rende è composta dai Fighters Rende Centro Storico.

### Gemellaggi e rivalità
In passato andò in essere un vero e proprio gemellaggio, risalente agli anni ottanta, con i tifosi del Crotone. Nato nel 1984 con il gruppo organizzato pitagorico Commando Ultras Teddy Boys, il rapporto con il passare degli anni è andato a scemare soprattutto perché le due squadre non si sono più incontrate, disputando campionati in categorie sempre diverse.
In passato sono state intrattenute amicizie anche con le tifoserie di Modica e Rossanese.
La rivalità sportiva per eccellenza per i tifosi del Rende è quella con i limitrofi del Cosenza. La rivalità in questione ha origine nel campanilismo tra gli abitanti di Rende e Cosenza, infatti i due comuni, oltre ad essere tra i più popolosi e vivaci di tutta la Provincia, confinano l'uno con l'altro formando un'unica area urbana senza soluzione di continuità. L'estrema vicinanza tra i due comuni e l'integrazione delle rispettive aree urbane rendono il derby una vera e propria stracittadina. Sebbene sia una partita con poca tradizione, poiché per la maggior parte degli anni hanno militato in categorie differenti, i precedenti tra le due squadre, concentrati soprattutto negli anni ottanta, sono sempre stati caratterizzati da partite accese e ricche di agonismo oltreché seguite da una grande cornice di pubblico. Il primo derby si giocó al Marco Lorenzon in Serie C2, nella stagione 1978-1979. Per la storica prima vittoria del Rende si dovette aspettare la stagione 2003-2004, quando il Cosenza sprofondò in Serie D dopo il fallimento. Qui il 31 gennaio 2004 i biancorossi, in trasferta, si imposero sui rivali per 3-2.